# Ходин, Владимир Алексеевич
Владимир Алексеевич Ходин (бел. Уладзімір Аляксеевіч Ходзін, 4 октября 1922, Минск — 20 ноября 1989, Минск) — советский футболист, хоккеист, нападающий, футбольный судья. Мастер спорта СССР (1955).

## Биография
Родился 4 октября 1922 года в Минске.
Занимался футболом в группе подготовки минского «Динамо». Играл на позиции нападающего.
Начал карьеру в минском ОДОКА, выступал в его составе в 1940—1941 годах. Участвовал в Великой Отечественной войне, закончил командиром миномётного взвода 10-й воздушно-десантной бригады, 1310-го стрелкового полка 19-й стрелковой дивизии. В 1943 году признан негодным к службе (был ампутирован палец руки). В 1944 году возобновил выступления за ОДОКА.
В 1946 году перебрался в московское «Динамо», но провёл только один матч за дубль бело-голубых и вернулся в минский ОДО. В сезоне-47 дебютировал в высшем эшелоне советского футбола, проведя 12 матчей и забив 1 гол в составе минского «Динамо». В 1948 году играл в минском «Спартаке», в 1949-м вновь попал в заявку «Динамо», но не сыграл ни одного матча и опять выступал за «Спартак».
Играл в хоккей с шайбой за минские «Торпедо» (1947/48) и «Спартак» (1948/49 — 1951/52.)
В 1950 году перешёл в «Буревестник» Кишинёв, игравший в классе «Б». За четыре сезона сыграл в его составе 92 матча, забил 38 мячей в первенстве СССР. Был капитаном команды.
В 1954 году вернулся в минский «Спартак», выступавший в классе «А», провёл 13 матчей.
В дальнейшем играл на уровне коллективов физкультуры: в 1960—1962 годах защищал цвета минского «Спутника», причём в последние два сезона был его играющим старшим тренером.
С 1953 года до 70-х годов судил футбольные матчи, представлял Минск. 18 июня 1961 года получил всесоюзную категорию. Отработал на 139 матчах в качестве главного судьи, в 32 матчах — в качестве помощника. В 1960—1970 годах отработал 99 матчей в высшей лиге, в 1962 и 1963 годах судил финалы Кубка СССР. Трижды входил в список лучших судей сезона (1963, 1966—1967).
Награждён орденом Отечественной войны I степени (6 июня 1985), медалями «За боевые заслуги» (5 июля 1942), «За победу над Германией в Великой Отечественной войне 1941—1945 гг.» (9 мая 1945), памятной серебряной медалью за судейство более 80 матчей в чемпионате СССР.
Умер 20 ноября 1989 года в Минске.